# 작은 도릿
작은 도릿 (영어: Little Dorrit ) 은 찰스 디킨스이 1855년부터 1857년 까지 연재물로 출판된 소설이다.  주인공 에이미 도릿은 어느 가족의 막내로 태어나 채무자로 런던에 있는 마샬시 채무자의 감옥에서 자란다.  아서 클레넘은 20년이 지나 에이미에게 나타나고 그녀의 새로운 인생은 시작된다.  이 소설은 디킨슨의 아버지가 실제로 수감되었던 마샬시 감옥을 배경으로 하면서 정부의 관료주의와 사회의 무능함을 풍자적으로 비판하였다. 

## 같이 보기
- 폰지 사기